# Ian Pooley
Ian Pooley, de son vrai nom Ian Pinnekamp (né en 1973), est un DJ et producteur allemand de musique électronique. Bien qu'il travaille avec des samples de tout genre musical, ses créations sont généralement classées comme de la musique house ou tech house avec une influence provenant de la musique brésilienne.

## Biographie
La carrière musicale de Pooley commence en 1993. Fasciné par les producteurs de Chicago et de Détroit, il apporte ses premières machines et commence immédiatement à écrire de la house et techno, ce qui donne le coup d'envoi d'une carrière qui s'étend sur plusieurs décennies et qui s'adresse à des publics très divers. En 1998, Pooley fait sa seule apparition sur la prestigieuse BBC Radio One Essential Mix, qui comprend des titres de Slam, Jeff Mills et ses propres productions. Après une longue période chez V2 Records, au cours de laquelle Pooley sort plusieurs albums très réussis (Meridian et Since Then), Pooley quitte V2 et crée son propre label discographique, Pooled Music, en 2003.
Ian Pooley mentionne également sur plusieurs albums (tels que Brazilution 5.3 et Souvenirs) qu'il avait eu un « déclic » audible en écoutant de la musique brésilienne dans une boîte de nuit, ce qui explique qu'une grande partie de sa musique ait une saveur brésilienne perceptible. Il intègre des artistes comme Rosanna et Zelia, et le musicien vétéran Marcos Valle dans certaines de ses œuvres.
En plus de ses œuvres originales, Pooley remixe des artistes tels que Deee-Lite, The Cardigans, Daft Punk, Cirque du Soleil, Carl Cox et Bob Sinclar. 

## Discographie

### Albums studio
- 1993 : The Latest Adventures of Kool Killer (sous le nom de Space Cube)
- 1995 : Relations
- 1996 : The Times
- 1998 : Meridian
- 1999 : The Allnighter/Calypso
- 2000 : Since Then
- 2002 : The IP Series
- 2005 : Souvenirs
- 2005 : A Subterranean Soundtrack
- 2008 : In Other Words
- 2011 : Give You Up
- 2013 : What I Do (25 janvier, PooledMusic)